# Radolfshausen (Samtgemeinde)
Radolfshausen é uma associação municipal de tipo Samtgemeinde da Alemanha, situado no distrito de Göttingen do estado de Baixa Saxônia (Niedersachsen). 
Radolfshausen com sede no município de Ebergötzen reune numa só administração os seguintes municípios: 
(População de 30 de junho de 2005)
1. Ebergötzen (1.891)
2. Landolfshausen (1.242)
3. Seeburg (1.653)
4. Seulingen (1.470)
5. Waake (1.434)